# جوایز فیلم اکشن جکی چان
جوایز فیلم اکشن جکی چان طی جشنواره بین‌المللی فیلم شانگهای از سال ۲۰۱۵ تقدیم می‌شود. این جوایز با هدف «جشن گرفتن فیلم‌های اکشن بین‌المللی و تجلیل از کسانی که در این ژانر سهم بسزایی داشته‌اند» ارائه می‌شود. این جایزه به افتخار جکی چان، ستاره اکشن هنگ کنگ، نامگذاری شده‌است.

## جوایز

### بهترین فیلم اکشن
| سال  | فیلم             | کشور    |
| ---- | ---------------- | ------- |
| ۲۰۱۵ | گرگ مبارز        | چین     |
| ۲۰۱۶ | ایپ من ۳         | هنگ کنگ |
| ۲۰۱۷ | سلطان            | هند     |
| ۲۰۱۸ | عملیات دریای سرخ | چین     |
| ۲۰۱۹ | شلیک بزرگ        | چین     |

### بهترین کارگردان فیلم اکشن
| سال  | فیلم         | برنده         | کشور    |
| ---- | ------------ | ------------- | ------- |
| ۲۰۱۵ | شکلات        | پانا ریتیکرای | تایلند  |
| ۲۰۱۶ | ایپ من ۳     | ویلسون ییپ    | هنگ کنگ |
| ۲۰۱۷ | عملیات مکونگ | دانته لام     | چین     |
| ۲۰۱۸ | گرگ مبارز ۲  | وو جینگ       | چین     |

### بهترین ستاره فیلم اکشن
| سال  | فیلم              | برنده        | کشور   |
| ---- | ----------------- | ------------ | ------ |
| ۲۰۱۵ | گرگ مبارز         | وو جینگ      | چین    |
| ۲۰۱۶ | گریزناپذیر        | اوون ویلسون  | آمریکا |
| ۲۰۱۷ | بویکا: شکست‌ناپذیر | اسکات ادکینز | آمریکا |
| ۲۰۱۸ | گرگ مبارز ۲       | وو جینگ      | چین    |